# كودي مكدونالد
كودي مكدونالد (بالإنجليزية: Cody McDonald)‏ (30 مايو 1986 في المملكة المتحدة - ) هو لاعب كرة قدم بريطاني في مركز الهجوم. لعب مع كوفنتري سيتي ونادي غيلينغهام ونورويتش سيتي ونادي دارتفورد وMaldon & Tiptree F.C. ‏ وWitham Town F.C. ‏.

## وصلات خارجية
- كودي مكدونالد على موقع قاعدة بيانات كرة القدم.إي يو (الإنجليزية)
- كودي مكدونالد على موقع Soccerbase.com (لاعب) (الإنجليزية)